# Ingrid Olsson (skådespelare)
Ingrid Olsson, född 1924, är en svensk skådespelare. 

## Filmografi
- 1949 – Lattjo med Boccaccio
- 1949 – Kvinnan som försvann
- 1949 – Gatan
- 1950 – Stjärnsmäll i Frukostklubben